# 吴泾线
吴泾线或称吴泾支线，为沪昆线的一条货运支线，主要承担吴泾镇工业区各厂的物资运输。该线起自新闵支线闵行站，经淡水桥站抵达吴泾站。线路全长13.04千米。

## 车站
- 閔行站
- 淡水桥站→淡水桥线路所：连接上粮七库专用线（原吴周支线）
- 吴泾站→吴泾线路所[2]

## 沿革
- 1959年6月 线路开工
- 1960年1月12日 建成通车
- 1983年 淡水桥站及吴泾站降为线路所